# Phryganogryllacris differens
Phryganogryllacris differens är en insektsart som först beskrevs av Griffini 1908.  Phryganogryllacris differens ingår i släktet Phryganogryllacris och familjen Gryllacrididae. Inga underarter finns listade i Catalogue of Life.